# Myzaphis rosarum
Myzaphis rosarum är en insektsart som först beskrevs av Johann Heinrich Kaltenbach 1843.  Myzaphis rosarum ingår i släktet Myzaphis och familjen långrörsbladlöss. Arten är reproducerande i Sverige. Inga underarter finns listade i Catalogue of Life.